# Cadavrul din bibliotecă
Cadavrul din bibliotecă (în engleză The Body in the Library) este un roman polițist scris de Agatha Christie. A fost publicat pentru prima oară în Statele Unite ale Americii de Dodd, Mead and Company în februarie 1942 și în Marea Britanie de Collins Crime Club în luna mai a anului 1942. Personajul principal al cărții este detectivul amator Jane Marple, cunoscută mai bine de cititori drept Miss Marple.